# Hotel O'Callaghan Eliott
El Hotel O'Callaghan Eliott (en inglés: O'Callaghan Eliott  Hotel) es un hotel en el casco antiguo del territorio británico de ultramar de Gibraltar. Según datos de 2008 contaba con 120 habitaciones. Anteriormente llamado el Holiday Inn, ahora es manejadio por el grupo irlandés O'Callaghan Hotel. El hotel es atendido por el restaurante Palm Court and Victoria Garden. 
El hotel se yergue frente a la Biblioteca Garrison y las antiguas oficinas del diario Gibraltar Chronicle.